# Sitalcès
Sitalcès, en grec ancien Σιτάλκης, est un prince thrace de la deuxième moitié du Ve siècle av. J.-C. et le deuxième ou le troisième roi des Odryses, d'environ 450 à 422 av. J.-C., selon les sources (Mladjov donne 431 à 424, Babelon 431 à 424, Grote[Lequel ?] le fait mourir en -422, Oppermann date le règne de 450 à 424 et Pauly de 450 à 425).
Il est le fils du fondateur du premier royaume thrace, Térès Ier, et lui succède sur le trône des Odryses, peut-être avec son frère Spardocos qui est aussi donné comme roi des Odryses entre l'année -464 et -431. Son neveu Seuthès Ier, fils de Spardocos, lui succède sur le trône vers 422 av. J.-C.. Le fils aîné de Sitalcès, Sadocos, cité comme roi en 425/424 av. J.-C., est peut-être décédé avant lui.
Selon Diodore de Sicile, Sitalcès ne reçoit de son père qu'un royaume peu étendu, mais ses vertus, ses exploits et les tributs auxquels se soumettent les peuples qu'il conquiert le rendent très puissant, et il achève ce que son père avait commencé. Il se révèle être un bon chef militaire, obligeant les tribus qui font défection à reconnaître sa souveraineté. Le riche état se propage entre le Danube à la mer Égée et le roi construit des routes pour développer les échanges et bâtit une puissante armée.
Thucydide fait une description assez détaillée des États de Sitalcès : d'Abdère (sur la mer Égée) au sud à l'embouchure du Danube au nord, et de la mer Noire (et Byzance) à l'est à la source du Strymon, à l'ouest.
Avant le début de la guerre du Péloponnèse, les Athéniens souhaitent l'alliance du puissant royaume thrace et négocient par l'intermédiaire de Nymphodore, de la ville d'Abdère, ce dernier étant le beau-frère de Sitalcès. L'alliance est ratifiée par les Athéniens, qui donnent en échange la citoyenneté athénienne au fils du roi thrace, Sadocos,.
Sitalcès est un moment prêt à soutenir une guerre contre les Scythes, qui ont chassé Scylès, un de leurs rois, reçu à la cour du roi thrace. Les Scythes, craignant que Sitalcès lui donne du secours et l'aide à remonter sur le trône, portent la guerre en Thrace. Mais Sitalcès ne veut pas entrer en guerre contre les Scythes, et leur livre Scylès, à condition qu'ils lui rendent son propre frère Spardocos, exilé de Thrace, qui s'est réfugié chez eux.
En -429, le roi de Thrace organise une campagne massive pour seconder les Athéniens qui veulent porter la guerre chez les Chalcidiens pendant la guerre du Péloponnèse. Ce peuple quitte le parti des Athéniens pour suivre celui de Perdiccas II de Macédoine. Sitalcès devient l'instrument de la vengeance des Athéniens : il leur promet de faire la guerre aux Chalcidiens qui possèdent quelques villes entre la Thrace et la Macédoine. Pour tenir ses engagements, et se venger en même temps de Perdiccas, il se met à la tête d'une armée considérable de tribus thraces et pannoniennes indépendantes, 150 000 guerriers selon Thucydide.
Dans sa suite se trouve Amyntas qu'il a le dessein de mettre sur le trône de Macédoine, à la place de son oncle Perdiccas,. Mais ce projet n'a aucun succès. Ses troupes souffrent de la rigueur de l'hiver, et du défaut de provisions. D'autre part, Perdiccas gagne secrètement Seuthès, neveu de Sitalcès et fils de Spardocos : lui ayant promis en mariage sa sœur Stratonice, il obtient que Seuthès persuade Sitalcès de se retirer. Ainsi cette entreprise n'a d'autre suite que le mariage de Seuthès et de Stratonice.
Sitalcès et Nymphodore, de la ville d'Abdère, trahissent une ambassade des Spartiates et les livrent aux Athéniens qui les exécutent. Peu de temps après, vers -424, Sitalcès est tué dans un combat contre les Triballes, une tribu thrace. On peut conjecturer par une lettre de Philippe de Macédoine aux Athéniens, que Seuthès a été soupçonné du meurtre de son oncle. Bien que Sitalcès ait des fils, dont l'aîné Sadocos, que les Athéniens ont mis au nombre de leurs citoyens et peut-être associé au trône par son père avant sa mort, c'est Seuthès Ier qui succède à Sitalcès sur le trône des Odryses. Il se peut donc que Sadocos soit mort avant son père ou ait été écarté par Seuthès.

### Sources partielles
- Félix Cary, Histoire des rois de Thrace et de ceux du Bosphore cimmérien, éd. Desaint et Saillant, 1752 [lire en ligne].
- (en) Ian Mladjov, de l'Université du Michigan, liste des rois odrysiens de Thrace.
- (en) Site hourmo.eu, collection of Greek Coins of Thrace, Index des rois (voir la page sur les références pour les auteurs cités).